# Буркун зубчастий
Буркун зубчастийПримітка (Melilotus dentatus) — вид рослин з родини бобові (Fabaceae), поширений у Євразії від Німеччині до тихоокеанського узбережжя Китаю.

## Опис
Багаторічна рослина 30–100 см. Прилистками в основі розширені, надрізано-зубчасті. Листочки нижніх листків довгасто-еліптичні, верхніх — довгасто-лінійні, густо і гостро-зубчастих, з виступаючими жилками. Квітки жовті. Боби яйцеподібні, голі, сітчасто-зморшкуваті.

## Поширення
Поширений у Євразії від Німеччині до тихоокеанського узбережжя Китаю.
В Україні вид зростає на солонцях, солонцюватих луках — у Лісостепу та Степу; кормова рослина.